# Bo Berglund
Bo "Bosse" Berglund, född 6 april 1955 i Själevad, Sverige är en svensk tidigare ishockeyspelare och expertkommentator i TV 4. Som spelare representerade Berglund Modo Hockey, Djurgårdens IF och AIK i Elitserien, samt spelade i Sveriges landslag. Han spelade också i NHL med lagen Quebec Nordiques, Minnesota North Stars, Philadelphia Flyers. Han vann skytteligan i Elitserien säsongen 1987–1988. Samma år säsongen han även med Guldpucken, som säsongens främste spelare i Elitserien i ishockey och Sveriges herrlandslag. Han vann SM-guld 1983 med Djurgårdens IF. Internationellt deltog han i olympiska vinterspelen 1980 respektive 1988 och erövrade bronsmedalj vid bägge tillfällena. Totalt spelade han 85 landskamper.
Efter avslutad karriär arbetade Bosse i många år som Robert Perlskogs bisittare vid TV 4:s sändningar från SM-slutspelet, men slutade 2003 med efterföljaren Stefan Persson. Berglund kommenterade sedan allsvensk hockey i systerkanalen TV 4 Plus. Mellan åren 1998 till 2016 arbetade Bosse som scout för Buffalo Sabres.  